# Lift spațial

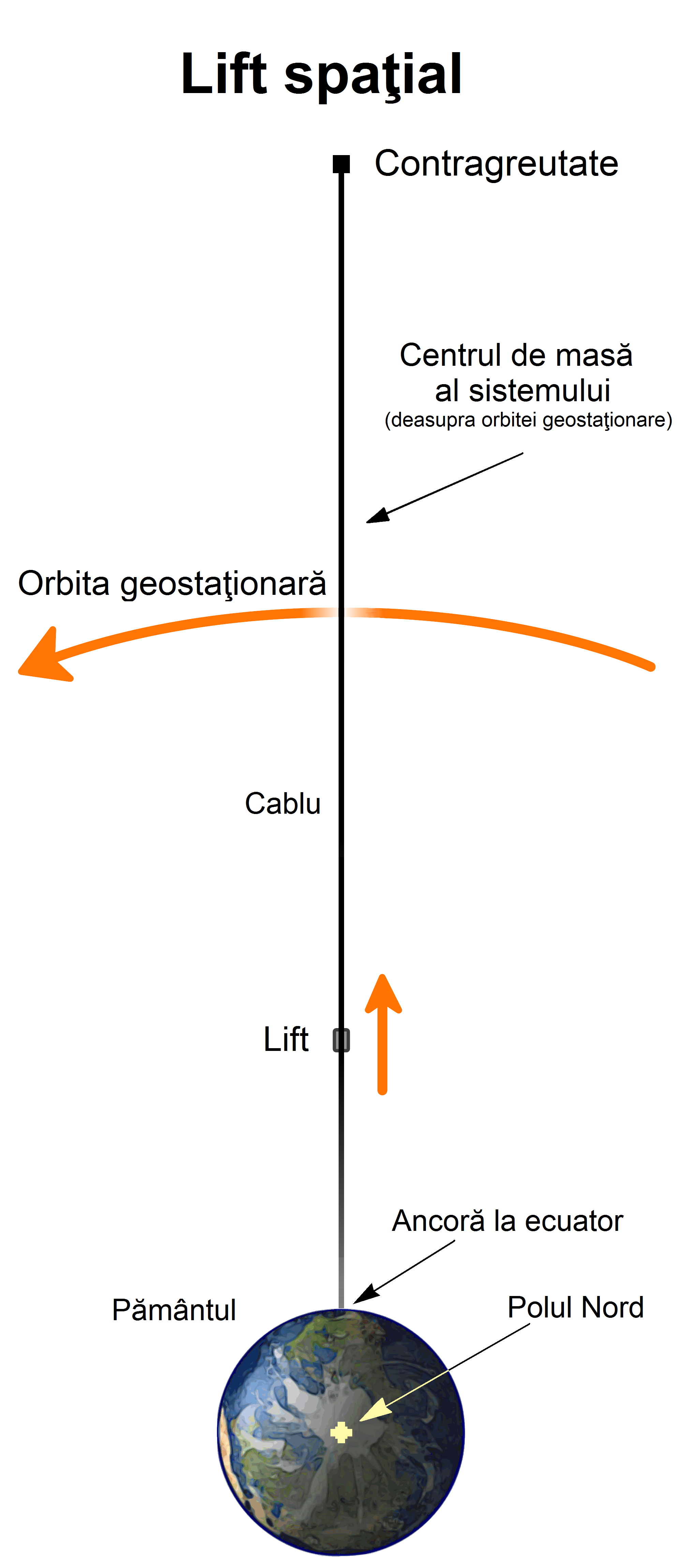
Un lift spațial pentru planeta Pământ ar consta dintr-un cablu ancorat la ecuatorul Pământului care să ajungă până în spațiul cosmic. Prin atașarea unei contragreutăți la capăt (sau prin extinderea în continuare a cablului în sus în același scop), centrul de masă se păstrează cu mult peste nivelul orbitei geostaționare. Inerția face ca cablul să rămână perfect întins, opunându-se atracției gravitaționale care trage cablul în jos. Deasupra nivelului orbitei geostaționare, liftul are în greutatea orientată în sus deoarece forța centrifugă produsă de accelerație este mult mai mare decât gravitația Pământului. (Diagrama este la scară. Înălțimea la care se află contragreutatea în spațiul cosmic variază în funcție de design).

Un lift spațial este o structură propusă pentru lansările spațiale care nu implică o rachetă, fiind o structură proiectată pentru a transporta materiale de pe suprafața corpurilor cerești în spațiul cosmic. Mai multe variante au fost propuse, toate implicând călătoria de-a lungul unei structuri fixe în locul folosirii unei rachete; cel mai adesea cu un cablu ce se întinde de la suprafața Pământului sau din apropierea ecuatorului spre orbita geostaționară și cu o contragreutate în afara orbitei geostaționare.

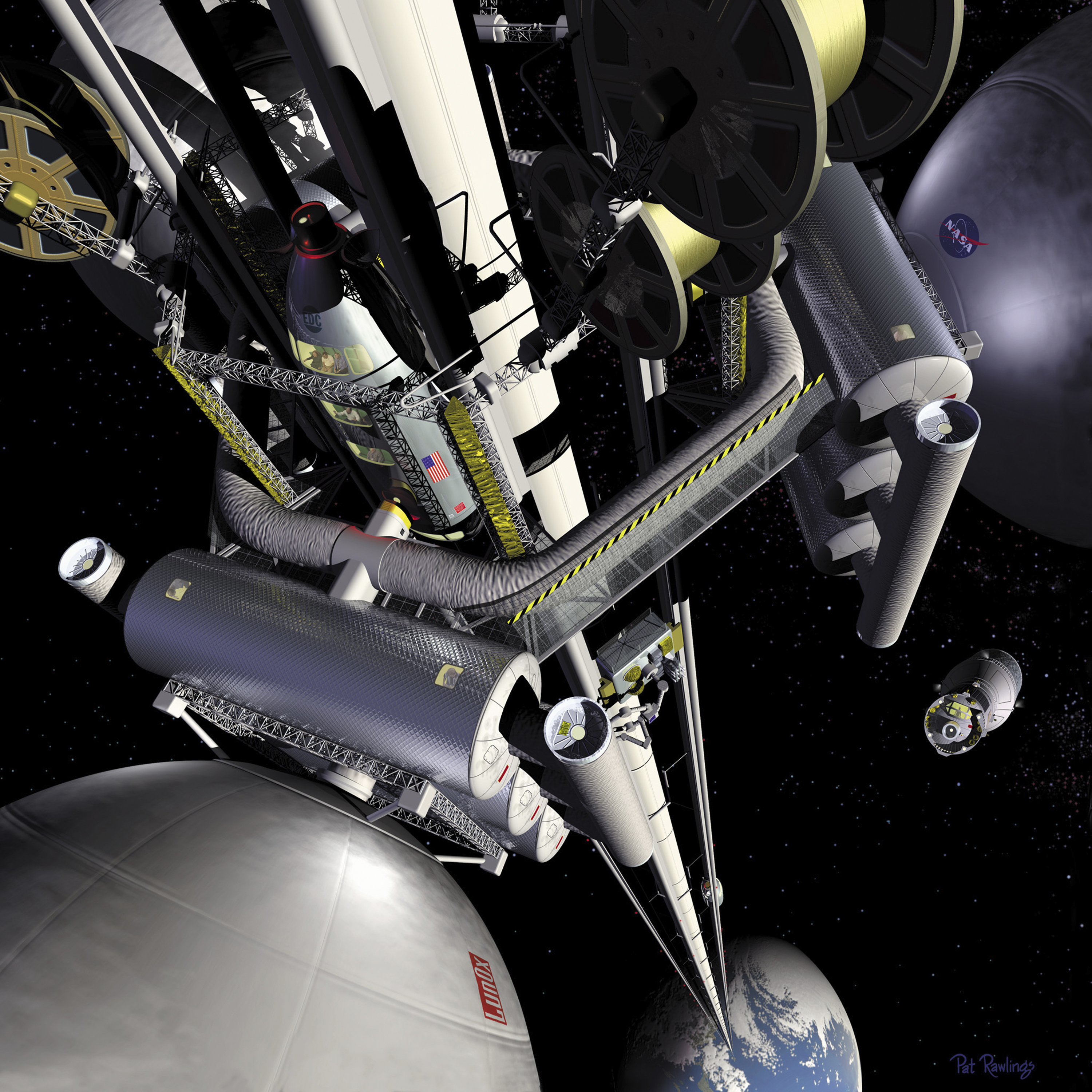
Lift spațial, ilustrație realizată de NASA

## Istoria
Prima propunere a unui lift spațial datează din 1895 când Konstantin Țiolkovski, inspirat de Turnul Eiffel din Paris, prezenta ideea unui Turn Tsiolkovsky. Țiolkovski și-a imaginat amplasarea la capătul unui cablu a unui castel celest care să fie menținut deasupra Pământului pe o orbită geostaționară (castelul va rămâne în același punct față de suprafața pământului la o înălțime de 35.786 km).
Comentariile lui Nikola Tesla sugerează că el ar fi putut conceput un astfel de turn. Notițele sale au fost trimise în spatele Cortinei de Fier după moartea sa.
Turnul lui Țiolkovski ar fi în măsură să lanseze pe orbită obiecte fără a folosi vreo rachetă. Având în vedere că liftul poate obține o viteză orbitală treptată în timpul deplasării pe cablu, un obiect eliberat din partea de sus a turnului poate, de asemenea, să atingă viteza necesară rămânerii pe orbită geostaționară.
Cu toate acestea, construcția, pornind de la sol, s-a dovedit o sarcină imposibilă: nu exista un material cu o rezistență la compresiune suficientă pentru a-și susține propria greutate în astfel de condiții.
În 1957, omul de știință sovietic, Iuri N. Artsutanov, a conceput un mod mai realist de a construi un turn spațial. Artsutanov a sugerat folosirea unui satelit geosincron ca bază a construirii turnului. Folosind o contrapondere, un cablu ar putea fi întins de pe orbita geostaționară până la suprafața Pământului, în timp ce contragreutatea va fi întinsă de la satelit spre spațiul cosmic, păstrând centrul de masă al cablului relativ nemișcat la aceeași înălțime deasupra Pământului. Artsutanov a publicat ideea lui în suplimentul de duminică Komsomolskaya Pravda din 1960.
Producerea unui cablu lung de peste 35 de mii km nu este totuși o sarcină ușoară. În 1966, Isaacs, Vine, Bradner și Bachus, patru ingineri americani, au reinventat conceptul, numindu-l Sky-Hook și au publicat analiza lor în revista Science, încercând să determine ce tip de material ar fi necesar pentru a construi un lift spațial. Presupunând că ar fi un cablu drept fără nicio variație în secțiunea sa transversală, au constatat că forța de rezistență necesară ar trebui să fie de două ori mai mare decât a oricărui material existent, inclusiv grafitul, cuarțul și diamantul.
În 1975, un om de știință american, Jerome Pearson, a reinventat conceptul încă odată, publicând analiza sa în revista Acta Astronautica. El a proiectat o secțiune conică considerând că ar fi mai potrivită pentru construirea liftului. Cablul ar fi mai gros în dreptul orbitei geostaționare, unde tensiunea este mai mare și ar fi mai îngust la capete pentru a reduce cantitatea de greutate pe unitatea de suprafață a secțiunii transversale pe care orice punct de pe cablu ar trebui să o suporte. El a sugerat folosirea unei contragreutăți care ar fi extinsă lent în spațiu la 144.000 km (aproape jumătate din distanța Pământ-Lună), în timp ce secțiunea de jos a liftului a fost construită. Fără o contragreutate prea mare, partea de sus a cablului ar trebui să fie mai mare decât partea de jos din cauza modului în care forța gravitațională și cea centrifugală se schimbă în funcție de distanța față de Pământ. Analiza sa a inclus mai multe influențe din exterior, cum ar fi gravitația Lunii, acțiunile vântului și sarcinile utile care se deplasează în sus și în jos pe cablu. Greutatea materialului necesar pentru a construi liftul ar necesita mii de călătorii cu naveta spațială, deși o parte a materialului ar putea fi transportată în sus de lift atunci când un fir de rezistență minimă a ajuns la sol sau poate fi fabricat în spațiu din minereuri asteroidale sau lunare.

## În science-fiction
Arthur C. Clarke a introdus conceptul de lift spațial pentru publicul larg în romanul său din 1979, Fântânile Paradisului, în care inginerii construiesc un lift spațial în vârful unui munte de pe insula ecuatorială fictivă Taprobane (Sri Pada din Sri Lanka).